# Usine sidérurgique d'Uckange
L'usine sidérurgique d'Uckange est une ancienne usine de production de fonte par haut fourneau à Uckange, en Moselle. Au début du XXIe siècle, il ne reste du site que le haut fourneau U4 avec ses installations périphériques (gestion des matières premières, épuration du gaz et cowpers), classé monument historique.
Édifiée en 1890 par la société Gebrüder Stumm (de), l'usine est spécialisée dans la production de fonte en gueuses, élaborées à partir du minerai de fer local, la minette. Constamment modernisée, elle concentre toute la production de fonte de moulage française en 1965, bénéficiant des restructurations de l'industrie sidérurgique à cause de sa taille et de son emplacement idéal au cœur du bassin sidérurgique lorrain.
Malgré ses innovations techniques (abandon de la minette dès les années 1960, adoption d'injection de fioul puis de charbon broyé dans les années 1980, essai de torche à plasma, automatisation complète, etc.), le marché de la fonte de moulage décline et Usinor-Sacilor annonce la fermeture de l'usine en 1991.
Après une campagne en vue de sa conservation, soutenue par l'association MECILOR, le haut fourneau U4 est inscrit au titre des Monuments historiques, intégré dans un espace paysager, le Jardin des Traces.

## Histoire de l'usine

### Fondation (1890 - 1920)
La famille de Wendel s’implante à Hayange en 1704. Ce sont les débuts du développement de l’industrie du fer dans la vallée de la Fensch. Peu après, l’année 1870 marque un tournant important dans l’histoire de la Lorraine, et plus particulièrement d’Uckange. En 1871, l'annexion de la Moselle est à l’origine du grand développement de la sidérurgie dans le bassin lorrain sous administration allemande. À la suite des De Wendel, les grandes firmes industrielles de fer s'implantent dans les vallées de la Fensch, de l’Orne et de la Moselle : les Thyssen, Röchling, La Paix, les Frères Stumm (de)…
L'usine d’Uckange est particulièrement liée aux « frères Stumm », qui possèdent alors l'usine sidérurgique de Neunkirchen (de), en Sarre, dans le bassin houiller lorrain. Après 1870, les frères Stumm sécurisent leurs approvisionnement en minerai de fer en achetant les concessions minières en Moselle annexée : la mine Charles-Ferdinand à Hettange-Grande et la mine Ida à Sainte-Marie-aux-Chênes.
Ces maitres de forges et industriels, achètent fin 1887, des terrains sur le ban de la commune d’Uckange (alors Uckingen). La construction du premier haut fourneau démarre en décembre 1890, et les mises à feu s'enchaînent jusqu'en 1913 : le premier haut fourneau est mis à feu en 1891, 4 sont opérationnels en 1897/1898, les 2 derniers sont ajoutés en 1904. L'usine reste sur cette configuration jusque vers 1920. En 1913, juste avant la Première Guerre mondiale, elle emploie 590 personnes et a produit 261 700 t de fonte.

### Routine et prospérité (1920 - 1960)
|      | Fonte (t) | Effectifs |
| ---- | --------- | --------- |
| 1913 | 281 729   | 590       |
| 1929 | 195 740   |           |
| 1952 | 197 000   |           |
| 1955 | 201 000   |           |
| 1956 | 258 200   |           |

En 1919, après la première Guerre mondiale, l'usine est placée sous séquestre, puis devient, avec les concessions minières des frères Stumm, la propriété des Forges et Aciéries du Nord et de Lorraine (FANL). Par suite de conventions juridiques, Uckange conserve des liens avec l'usine sarroise de Neunkirchen,, bien que le nouveau propriétaire fait table rase de la gestion allemande, reconstruisant les bureaux, détruisant les archives, et passant d'une numérotation des hauts fourneaux en chiffre romains à une appellation alphabétique (la dernière numérotation, en chiffre arabe, date de 1930).
La crise des années 1920 frappe durement l'usine qui est contrainte d'éteindre momentanément tous les hauts fourneaux,. Entre 1928 et 1935, les 4 hauts fourneaux restants sont modernisés, les hauts fourneaux 5 et 6 sont arrêtés et démantelés. L'usine acquiert alors une physionomie qui ne changera guère jusqu'à sa fermeture.
De 1920 à 1960, excepté pendant la Seconde Guerre mondiale, l'usine poursuit l'exportation de fonte sous la forme de gueuses vers l'industrie sarroise qui constitue son principal débouché. Pendant toute cette période, les qualités des fontes plus ou moins phosphoreuses pour le moulage évoluent peu. Le minerai de base reste la minette lorraine, à faible teneur en fer, 30 % environ. Mais à partir du début des années 1960, l’usine se réorganise pour diversifier son offre et s'adapter à d'autres minerais.

### Premières restructurations du secteur de la fonte de moulage: l'usine est consolidée (1960 - 1965)

Le réseau de gazoducs de gaz de haut fourneau dans les années 1960, connectant les usines sidérurgiques lorraines.

À ce moment, l'usine commence à se restructurer. En 1962, la production d'électricité à partir de gaz de haut fourneau est abandonnée et l'usine est connectée au gazoduc de la centrale thermique commune de la sidérurgie sise à Richemont, dont Uckange fournit alors 10 % du gaz. Cette même année, le 10 décembre, est démarrée la chaîne d'agglomération A. C'est une petite chaîne de 75 m2 (dimensions 2,5 × 30 m), soit la moitié des chaînes qui sont mises en service en ce moment-là dans le bassin sidérurgique lorrain. Mais sa conception par Lurgi (de) est moderne, en particulier sur l'assainissement car les fumées bénéficient d'une double filtration (électrofiltre puis tour de lavage).
Trois ans plus tard est organisé le « Plan professionnel » de la sidérurgie et la première restructuration : l'usine de Saulnes (appartenant à la famille Raty) est réunie à celle de la FANL au sein de la nouvelle société des Hauts Fourneaux Réunis de Saulnes et Uckange (HFRSU). Alors que Saulnes ne poursuit que la fabrication de fonte électrique (fontes Raty), toute la production à partir de minerai est concentrée à Uckange. La production s'oriente vers les fontes de moulage pour laquelle l'usine d'Uckange abandonne les minerais lorrains pour des minerais hématites d'importation. La capacité atteint 1 Mt/an, et les effectifs atteignent 1 150 personnes. Elle devient rapidement la seule usine de fabrication de fontes spéciales en France, toutes les autres unités ayant cessé leur activité…
Il faut alors bien situer l’importance de l’usine dans l’Hexagone. Une dizaine d’usines à fontes spéciales existaient en France dans les années 1950/60 (elles étaient plus nombreuses auparavant). Les qualités de fonte ont dû suivre la demande technique et commerciale, compte tenu des prix de revient et de la situation géographique de chaque site (notamment vis-à-vis de sa propre clientèle). Dans les années 1960 ferment pratiquement toutes les usines à fonte, pour des motifs divers : vétusté, surcoûts logistiques, taille insuffisante, concurrence de nouveaux produits sur le marché et surtout l'arrivée de nouveaux minerais plus riches en fer (60 à 70 % de fer contre 30 % pour la minette) et sans phosphore à des prix compétitifs. Pour alimenter l'usine d'Uckange, idéalement située sur les bords de la Moselle, les minerais d’importation (Brésil, Mauritanie, Australie, Afrique du Sud, Afrique de l’Ouest, Canada, Pays nordique…) arrivent à Rotterdam puis sont acheminés au port d’Uckange/Illange par barge de 2 000 tonnes ou par péniches de 1 200 tonnes, via le Rhin puis la Moselle.

### Déclin et mort de l'usine (1965 - 1991)
Le déclin de l’usine d’Uckange s’est ensuite matérialisé peu à peu avec l’arrêt du haut fourneau U2 en 1964-1965 et sa démolition, puis l’arrêt temporaire du U3 vers 1966-1967, puis successivement l’arrêt du U4 et du U1. Le U4, qui avait fait l’objet d’une rénovation dans les années 1929 à 1931, est intégralement reconstruit en 1976… mais ne sera rallumé qu'en 1988! En 1970, l'usine, qui dispose de 4 hauts fourneaux modernes, emploie 2 800 personnes et peut produire 400 000 tonnes de fonte par an. 
En 1976, la HFRSU met en service la deuxième chaîne d'agglomération des minerais. Comme la chaîne A, elle fait 75 m2. En 1985, le haut fourneau 3 est définitivement éteint ; le U1 produit de la fonte d'affinage pour les aciéries de la région tandis que le U4 est spécialisé dans les fontes spéciales de moulage. Peu après, Usinor-Sacilor, devient majoritaire dans HFRSU et lie l'usine aux aciéries du Groupe.
La remise à feu du U4 en 1988, après 12 ans de sommeil, nécessite son automatisation. Il est redémarré pour une courte campagne au cours de laquelle est expérimentée l'utilisation de torches à plasma (procédé P.T.M.) dans les tuyère. L'Aérospatiale fournit alors 6 torches de 1,9 MW chacune, utilisées avec des taux d'injection de charbon pulvérisé de plus de 200 kg/t de fonte, une performance remarquable à cette époque.
L’arrêt définitif de la production de fonte de l’usine, annoncée au milieu de l’année 1991, a eu lieu le 17 décembre 1991, en dépit de manifestations sociales importantes. L'usine d'agglomération, idéalement placée pour produire de l'aggloméré à partir de minerai importé, reste, elle, opérationnelle jusqu'en 1994.

### Classement aux monuments historiques
De nombreuses années de procédure, initiée par la Direction Régionale des Affaires Culturelles de Lorraine, de multiples études diverses menées par l’Association MECILOR (Mémoire Culturelle et Industrielle de LORraine) en collaboration avec la municipalité d’Uckange et le soutien actif du CILAC, ont abouti à l'inscription du U4 et de ses annexes, à Inventaire supplémentaire des monuments historiques en 2001,. La communauté d'agglomération du Val de Fensch prend ensuite le relais et devient propriétaire du site en juin 2005.
L’association MECILOR, fondée en 1991, regroupe d’anciens cadres et salariés de l’usine et s’est battue dès 1991 pour la sauvegarde de l’usine à fonte d’Uckange. Elle réalise une exposition afin de justifier l’héritage technique, culturel, politique, syndical et humain de la sidérurgie, s'employant à démontrer qu’une usine, pour ceux qui y travaillent comme pour ceux qu’elle fait vivre, est plus qu’un simple outil de production. D'autres personnes, notamment issues de la sidérurgie, ont rejoint l’association qui s'est investie dans la vie du parc industriel du U4 avec ses guides bénévoles.
La mise en lumière « Tous les soleils » résulte d’une commande publique réalisée avec le soutien du ministère de la Culture, la Délégation aux Arts plastiques avec la Direction régionale des Affaires culturelles de Lorraine. La réalisation de cette mise en lumière est effectuée par l’artiste plasticien Claude Lévêque.

### Centre de recherche
En 2015, les magasins généraux du fourneau U4 sont en travaux pour accueillir le plateforme MetaFensch de recherche sur la métallurgie et les procédés voulue par François Hollande, qui doit ouvrir courant 2016.

## Caractéristiques générales et particularités techniques
L'usine d'Uckange se distingue pour avoir été pionnière dans l'abandon du minerai lorrain, dont le phosphore ne pouvait être retiré qu'au moment de la conversion en acier. Dès 1965, toute la fonte est produite à partir de minerais d'importation.
En 1974, les trois hauts fourneaux d'Uckange emploient 900 personnes et ont comme caractéristiques :
- U1 : creuset de 7 m de diamètre, volume utile 1 002 m3, 14 tuyères, contrepression, gueulard à cloche type GGV, alimentation par skip[3] (sa construction a nécessité la destruction du U2[4]) ;
- U3 : creuset de 6,5 m, volume utile 710 m3, 14 tuyères[3] ;
- U4 : creuset de 6,5 m, volume utile 710 m3, 16 tuyères, gueulard à cloche type GGV, alimentation par bennes Staehler[3].

Actuellement, de la batterie originelle de 6 hauts fourneaux, alimentée par une usine d'agglomération et envoyant la fonte dans 2 machines à couler les gueuses, il ne reste que le haut fourneau U4 et ses installations périphériques.
L'exploitation est particulière étant donné la diversité des fontes produites. Dans la mesure du possible, chaque haut fourneau est dédié à un type de fonte. À sa sortie des hauts fourneaux, la fonte est désulfurée par insufflation de carbure de calcium ou de carbonate de sodium en fond de poche. L'addition de ferrailles ou de ferroalliages permet de régler la composition chimique exacte de la fonte.
Des parcs de matières premières et de gueuses de fonte permettent de gérer la production : le stock de fonte représente environ 2 à 3 mois de fonctionnement de l'usine selon les nuances. La fonte est coulée en petites gueuses (ou « gueusets ») de 13 kg ; l'usine en produit entre 1 600 à 2 000 tonnes par jour.
Handicapée par l'absence de cokerie intégrée (le coke est livré par voie ferroviaire, depuis les cokeries de Fürstenhausen et des Houillères de Lorraine (Carling, Marienau, etc.), à raison de plus d'un train complet de coke par jour, soit 40 à 50 000 tonnes de coke par mois), l'usine est pionnière dans l'adoption de l'injection charbon broyé aux tuyères. L'installation de broyage et d'injection de charbon étant neuve (construction en 1989-1990) au moment de la fermeture, elle est démontée et réutilisée aux hauts fourneaux de Patural (Hayange), ou elle reste en service jusqu'à leur fermeture, en 2012.

## Valorisation du patrimoine

### Intégration culturelle
Le site s'intègre dans l'ensemble des musées industriels du bassin Lorrain comme les hauts fourneaux voisins de Völklingen et d'Esch-Belval. L'intégration dans le tissu local se veut au moins aussi dynamique que dans l'exemple allemand, qui est classé au patrimoine mondial de l'UNESCO, sans pour autant, faute de moyens, devenir le centre d'un pôle de développement économique comme les hauts fourneaux classés d'Esch-Belval, au Luxembourg.
Le devenir du site à long terme reste en réflexion. Les grands axes de la reconversion du site se précisent lentement, en prenant en compte les différents projets et besoins émanant du territoire et en prônant une mixité des fonctions et des usages, condition nécessaire à la fabrication d’un nouveau quartier et à l’appropriation du site par les habitants et les visiteurs. Le Jardin des Traces en est une première étape, en tant qu'un lieu de promenade, mais aussi un lieu de découverte, de culture et de mémoire sur les traces du passé sidérurgique de la Lorraine,.
L'association MECILOR, à l'origine de la démarche de classement du site, reste un appui notable. Son objectif est d'impliquer les populations dans l'animation du site, mais aussi d’inscrire ce monument dans une politique de pays, en nouant des relations plus étroites avec les associations, notamment aux jeunes et aux scolaires.

### Filmographie et Télévision
Le film policier Amours à mort (Meurtres en Moselle) a été tourné sur le site du haut-fourneau U4 d'Uckange en juin et juillet 2018. Le film a été diffusé sur France 3 le samedi 5 septembre 2020 devant 3 564 000 téléspectateurs.
Une partie du film Le Visiteur du Futur a été tourné sur le site (extérieurs et intérieur). Le camion utilisé dans le film a été offert au site et est visible lors se la visite.Le site a été sélectionné pour participer à l'édition 2020 de l'émission Le Monument préféré des Français sur France 3. Le site est arrivé en 7ème position sur 14 grâce aux votes du public.

### Projets
La sécurité du site a limité jusqu'ici la visite à un tour extérieur. En 2013, l'étude de faisabilité d'un accès à l’intérieur de la structure, avec notamment un passage dans la halle de coulée dans un premier temps, et au gueulard, à 36 m, dans une seconde phase. Les coûts de mise en sécurité restent cependant problématiques lorsque l'on souhaite conserver tous les détails de tels ensembles, la solution actuelle étant un compromis entre économies et cohérence technique.